# إفانثيا مالتسي
إفانثيا مالتسي (باليونانية: Ευανθία Μάλτση)‏ مواليد 30 ديسمبر 1978 في غومينيسا، اليونان، هي لاعبة كرة سلة يونانية. مثلت منتخب بلادها. شاركت في دورة الألعاب الأولمبية الصيفية سنة 2004. لعبت مع نادي سيلتا دي فيغو لكرة السلة وروس كاسارس فالنسيا.

## روابط خارجية
- إفانثيا مالتسي على موقع الاتحاد الدولي لكرة السلة (الإنجليزية)
- إفانثيا مالتسي على موقع الاتحاد الوطني لكرة السلة النسائية (الإنجليزية)
- إفانثيا مالتسي على موقع كرة السلة الأوروبية.كوم (الإنجليزية)
- إفانثيا مالتسي على موقع بروبوليرز (الإنجليزية)
- إفانثيا مالتسي على موقع سبورتس رفرنس (الإنجليزية)
- إفانثيا مالتسي على موقع سبورتس رفرنس (الإنجليزية)
- إفانثيا مالتسي على موقع اللجنة الأولمبية الدولية (الإنجليزية)
- إفانثيا مالتسي على موقع أوليمبيديا (الإنجليزية)